# Hideomi Yamamoto
Hideomi Yamamoto (født 26. juni 1980) er en japansk fodboldspiller, som spiller for den japanske fodboldklub Ventforet Kofu.